# Poslijeporođajna depresija
Postporođajna depresija (PPD), također poznata kao postnatalna depresija ili poslijeporođajna depresija, vrsta je poremećaja raspoloženja povezana s porodom koji se može pojaviti kod oba spola.  Simptomi mogu uključivati ekstremnu tugu, nisku razinu energije, tjeskobu, epizode plača, razdražljivost i promjene u obrascima spavanja ili prehrane. Početak je obično između tjedan dana i mjesec dana nakon poroda. Postporođajna depresija također može negativno utjecati na novorođeno dijete.
Iako je nepoznat točan uzrok postporođajne depresije, vjeruje se da je uzrok kombinacija fizičkih, emocionalnih, genetskih i društvenih čimbenika. Rizični čimbenici uključuju prethodne epizode postporođajne depresije, bipolarni poremećaj, obiteljsku anamnezu depresije, stres, komplikacije pri porodu, ovisnost o psihoaktivnim tvarima i sl. Dijagnoza se temelji na simptomima. Većina žena doživljava kratko razdoblje zabrinutosti ili nezadovoljstva nakon poroda, ali, ako su simptomi ozbiljni i traju više od dva tjedna, treba posumnjati na postporođajnu depresiju.
Pružanje psihosocijalne podrške značajan je zaštitni faktor u prevenciji postporođajne depresije kod osoba kod kojih postoji rizik od postporođajne depresije. Tretmani većinom uključuju savjetovanje i/ili farmakološko liječenje. Vrste savjetovanja za koje je utvrđeno da su učinkovite uključuju interpersonalnu psihoterapiju, kognitivno bihevioralnu terapiju (KBT) i psihodinamsku terapiju. Nepotvrđeni dokazi upućuju na efikasnost upotrebe selektivnih inhibitora ponovne pohrane serotonina (SSRI).
Postporođajna depresija pogađa otprilike petnaest posto žena nakon poroda. Nadalje, procjenjuje se da ovaj poremećaj raspoloženja pogađa jedan posto do 26 posto novopečenih očeva. Postporođajna psihoza, teži oblik postporođajnog poremećaja raspoloženja, javlja se u otprilike jedne do dvije na 1000 žena nakon poroda. Postporođajna psihoza jedan je od vodećih uzroka ubojstava djece mlađe od godinu dana, a javlja se u oko osam na 100 000 rođenih u Sjedinjenim Državama.

## Znakovi upozorenja i simptomi
Simptomi PPD-a mogu se pojaviti bilo kada u prvoj godini nakon poroda. Obično se dijagnoza postporođajne depresije razmatra nakon što simptomi traju najmanje dva tjedna.

### Emocionalni simptomi
- Trajna tuga, tjeskoba ili apatija
- Nagle promjene raspoloženja
- Frustracija, razdražljivost, nemir, ljutnja
- Osjećaj beznađa ili bespomoćnosti
- Krivnja, sram, osjećaj bezvrijednosti
- Nisko samopoštovanje
- Tupost, letargija
- Iscrpljenost
- Neutješnost
- Problemi u emotivnom povezivanju s bebom
- Osjećaj neadekvatnosti u brizi o bebi
- Misli o samoozljeđivanju ili samoubojstvu

### Bihevioralni simptomi
- Nedostatak interesa ili zadovoljstva u uobičajenim aktivnostima
- Nizak libido
- Promjene u apetitu
- Umor, smanjena energija i motivacija
- Loša briga o sebi
- Socijalna izolacija
- Nesanica ili prekomjerno spavanje
- Briga o samoozljeđivanju, ozljeđivanju bebe ili partnera

### Neurobiologija
fMRI studije ukazuju na razlike u moždanoj aktivnosti između majki s postporođajnom depresijom i bez nje. Primjećuje se manja moždana aktivnost u lijevom frontalnom režnju i povećana aktivnost u desnom frontalnom režnju kod žena s dijagnozom PPD-a u usporedbi sa zdravim kontrolnim skupinama. Također se pokazuje smanjena povezanost između vitalnih moždanih struktura, uključujući prednji cingularni korteks, dorzalni lateralni prefrontalni korteks, amigdalu i hipokampus. Razlike u aktivaciji mozga između depresivnih i nedepresivnih majki izraženije su kada su stimulirane emocionalnim znakovima nepovezanima s dojenčadi. Depresivne majke pokazuju veću neuralnu aktivnost u desnoj amigdali prema takvim emocionalnim znakovima, kao i smanjenu povezanost između amigdale i desnog otočnog korteksa. Nedavna otkrića također su identificirala smanjenu aktivnost u prednjem cingularnom korteksu, striatumu, orbitofrontalnom korteksu i insuli kod majki s PPD-om pri gledanju slika vlastite dojenčadi.

### Početak i trajanje
Početak postporođajne depresije obično počinje između dva tjedna do mjesec dana nakon poroda. Studija provedena u klinici za mentalno zdravlje u centru grada pokazala je da je 50 posto postporođajnih depresivnih epizoda počelo prije samog poroda. Stoga je u Dijagnostičkom i statističkom priručniku za duševne poremećaje (DSM-5) postporođajna depresija klasificirana ispod "depresivnih poremećaja s peripartalnim početkom", u kojem se "peripartalni početak" definira kao bilo kada tijekom trudnoće ili unutar četiri tjedna nakon poroda. PPD može trajati nekoliko mjeseci ili čak godinu dana. Postporođajna depresija može se pojaviti i kod žena koje su imale spontani pobačaj. Muškarci najčešće dožive postporođajnu depresiju između 3 i 6 mjeseci nakon rođenja djeteta.

### Odnos roditelja i djeteta
Postporođajna depresija može ometati proces povezivanja majke i djeteta i negativno utjecati na djetetov razvoj. Također može dovesti do nemara i nedovoljne brige o djeci. Nebriga o djeci može uključivati rutinu hranjenja, spavanja i brige o zdravlju.
U rijetkim slučajevima (oko jedan do dva na 1000), postporođajna depresija se pojavljuje u obliku postporođajna psihoza. U takvim slučajevima, kao i kod žena koje imaju povijest psihijatrijskih oboljenja, može se dogoditi čedomorstvo. U Sjedinjenim Državama, postporođajna depresija jedan je od vodećih uzroka godišnje prijavljene stope incidencije čedomorstva od oko 8 na 100.000 rođenih.
Prema istraživanju objavljenom u Američkom časopisu porodništva i ginekologije, djeca mogu imati negativne posljedice ako majka ne liječi postporođajnu depresiju. Dok su u dojenačkoj dobi, ovi problemi mogu uključivati značajno veće količine plača i manjak normalnih obrazaca spavanja. Ovi problemi mogu imati ciklički učinak, što znači da mogu dodatno potaknuti majčinu postporođajnu depresiju i čak dovesti do daljnjeg razvoja simptoma. To nadalje može utjecati na prestanak dojenja, pojavu povlačenja, nezainteresiranosti, pa čak i neprijateljstva prema djetetu. Ako majka razvije neprijateljski odnos, to može dovesti do ekstremnih ishoda kao što je čedomorstvo.
Tijekom djetetovog daljnjeg razvoja, postporođajna depresija može utjecati na nepravilnosti u kognitivnim procesima, ponašanju i emocijama. Osim ovih abnormalnosti, djeca koja su odrasla uz roditelja s postporođajnom depresijom također su podložna razvoju agresivnih obrazaca ponašanja.

### Postporođajna depresija kod očeva
Postporođajna depresija kod muškaraca nije proučavana tako pomno kao kod žena. Kod očeva se postporođajna depresija obično definira kao "epizoda velikog depresivnog poremećaja (MDD) koja se javlja ubrzo nakon rođenja djeteta". Simptomi postporođajne depresije kod muškaraca su slični kao i kod žena; ekstremna tuga, umor, tjeskoba, razdražljivost i suicidalne misli. Postporođajna depresija kod muškaraca najčešće se pojavljuje 3 do 6 mjeseci nakon poroda, a povezana je s depresijom majke, što znači da ako majka ima postporođajnu depresiju, tada je i otac u većem riziku od razvoja bolesti. Poslijeporođajna depresija kod muškaraca dovodi do povećanog rizika od samoubojstva te negativno utječe na razvoj privrženosti dojenčeta i oca. Muškarci koji imaju PPD mogu pokazati neadekvatnu roditeljsku skrb, uznemirenost i manjak interakcije s dojenčadi. Smanjena interakcija djeteta i oca kasnije može dovesti do kognitivnih problema i problema u ponašanju kod djece.

## Uzroci
Uzrok PPD-a je nepoznat. Hormonske i fizičke promjene, osobna i obiteljska anamneza depresije, te stres zbog brige za novorođenče mogu doprinijeti razvoju postporođajne depresije.
Postoje dokazi koji sugeriraju da hormonalne promjene imaju utjecaj u njezinom nastanku. Razumijevanje neuroendokrinoloških karakteristika PPD-a pokazalo se posebnim izazovom zbog velikih fizioloških promjena tijekom trudnoće. Pregledom istraživačkih studija o PPD-u uočeno je da žene s PPD-om imaju dramatičnije promjene u aktivnosti HPA osi, međutim smjer povećanja ili smanjenja specifičnog hormona ostaje mješovit. Neki od proučavanih hormona su estrogen, progesteron, hormon štitnjače, testosteron, hormon koji oslobađa kortikotropin, endorfin i kortizol. Kako razine estrogena i progesterona unutar 24 sata nakon poroda padaju na razine koje su postojale prije trudnoće, a ta nagla promjena može uzrokovati postporođajnu depresiju. Korištenje sintetskog oksitocina, lijeka koji potiče rađanje, povezano je s povećanom stopom postporođajne depresije i anksioznosti.
Često se pretpostavlja da velike životne promjene nakon rođenja djeteta uzrokuju PPD, međutim, malo dokaza podržava ovu hipotezu. Majke koje su imale nekoliko prijašnje djece, a da nisu imale PPD, ipak ga mogu razviti nakon rođenja najmlađeg djeteta. Unatoč biološkim i psihosocijalnim promjenama koje mogu pratiti trudnoću i postporođajno razdoblje, većini žena nije dijagnosticiran PPD. Mnoge majke ne mogu dobiti odmor koji im je potreban za potpuni oporavak od porođaja. Nedostatak sna može dovesti do fizičke nelagode i iscrpljenosti, što može pridonijeti simptomima postporođajne depresije.

### Rizični čimbenici
Iako uzroci PPD-a nisu poznati, prepoznat je niz čimbenika koji povećavaju rizik njegove pojave. Ti se rizici mogu podijeliti u dvije kategorije, biološke i psihosocijalne:

#### Biološki rizični čimbenici
- Primjena sintetskog oksitocina.
- Kronične bolesti uzrokovane neuroendokrinim nepravilnostima
- Genetska povijest PPD-a
- Hormonske nepravilnosti
- Upalne bolesti
- Hranjenje formulom umjesto dojenja
- Pušenje cigareta

#### Psihosocijalni rizični čimbenici
- Prenatalna depresija ili anksioznost
- Osobna ili obiteljska povijest depresije
- Umjereni do teški predmenstrualni simptomi
- Stresni životni događaji tijekom trudnoće
- Postporođajni blues
- Psihološka trauma prilikom poroda
- Fizička trauma prilikom poroda
- Povijest seksualnog zlostavljanja
- Trauma iz djetinjstva
- Prethodno mrtvorođenče ili spontani pobačaj
- Nisko samopoštovanje
- Briga o djeci ili životni stres
- Slaba društvena podrška
- Loš bračni ili partnerski odnos
- Nizak socioekonomski status
- Nedostatak snažne emocionalne podrške supružnika, partnera, obitelji ili prijatelja
- Problemi s temperamentom dojenčadi
- Neplanirana/neželjena trudnoća
- Poteškoće s dojenjem

Istraživanja su također pokazala korelaciju između majčine rase i postporođajne depresije. Pokazalo se da afroameričke majke imaju najveći rizik od PPD-a od 25 posto, dok su azijske majke imale najniži rizik od 11,5 posto. Stope PPD-a za bijelkinje, latinoameričke žene i žene starosjedilačkih naroda se nalaze između. Istraživanje je uključilo kontrolu društvenih čimbenika kao što su dob, prihod, obrazovanje, bračni status i zdravlje bebe. 
Seksualna orijentacija je također proučavana kao čimbenik rizika za pojavu postporođajne depresije. U studiji iz 2007. koju su proveli Ross i suradnici, lezbijke i biseksualne majke testirane su na PPD, a zatim uspoređene s uzorkom heteroseksualnih žena. Utvrđeno je da su lezbijke i biseksualne biološke majke imale značajno više rezultate na Edinburškoj skali postporođajne depresije od heteroseksualnih žena. Ove veće stope PPD-a kod lezbijki/biseksualnih majki mogu se objasniti manjom društvenom podrškom, osobito od strane njihovih obitelji i dodatni stres zbog diskriminacije i homofobije u društvu.

### Nasilje nad ženama
Meta-analiza koja je uključila istraživanja o povezanosti nasilja i postporođajne depresije pokazala je da nasilje nad ženama povećava učestalost pojave postporođajne depresije. Otprilike svaka treća žena diljem svijeta doživjet će fizičko ili seksualno nasilje u nekom trenutku svog života. Nasilje nad ženama događa se u konfliktnim, postkonfliktnim i nekonfliktnim područjima. Istraživanje je uključivalo samo nasilje koje su doživjele žene od strane muških počinitelja. Nadalje, nasilje nad ženama definirano je kao "svaki čin rodno uvjetovanog nasilja koji rezultira ili će vjerojatno rezultirati tjelesnom, seksualnom ili psihičkom povredom ili patnjom za žene". Psihološki i kulturni čimbenici povezani s povećanom učestalošću postporođajne depresije uključuju obiteljsku anamnezu depresije, stresne životne događaje tijekom ranog puberteta ili trudnoće, pojavu anksioznosti ili depresije tijekom trudnoće i slabu socijalnu podršku. Nasilje nad ženama je kronični stresor, pa se depresija može pojaviti kada netko više nije u stanju reagirati na nasilje.

## Dijagnoza

### Kriteriji
Postporođajna depresija u DSM-V poznata je kao "depresivni poremećaj s peripartalnim početkom". Peripartalni početak definira se bilo kada tijekom trudnoće ili unutar četiri tjedna nakon poroda. Više se ne radi razlika između depresivnih epizoda koje se javljaju tijekom trudnoće i onih koje se javljaju nakon poroda. Većina stručnjaka nastavlja postavljati dijagnozu postporođajne depresije s početkom bilo kada unutar prve godine nakon poroda kao početak .
Kriteriji potrebni za dijagnozu postporođajne depresije isti su kao oni potrebni za postavljanje dijagnoze kliničke depresije ili manje depresivne epizode koja nije povezana s porodom. Kriteriji uključuju najmanje pet od sljedećih devet simptoma, koji traju u razdoblja od dva tjedna:
- Osjećaj tuge, praznine ili beznađa, gotovo svaki dan, veći dio dana
- Gubitak interesa ili osjećaja zadovoljstva tijekom tipičnih aktivnosti
- Gubitak težine ili smanjen apetit
- Promjene u obrascima spavanja
- Osjećaj nemira
- Gubitak energije
- Osjećaj bezvrijednosti ili krivnje
- Gubitak koncentracije ili povećana neodlučnost
- Ponavljajuće misli o smrti, s planovima samoubojstva ili bez njih

## Prevencija
Cochraneov pregled iz 2013. godine pronašao je dokaze da je psihosocijalna ili psihološka intervencija nakon poroda pomogla u smanjenju rizika od postporođajne depresije. Intervencije su uključivale kućne posjete, telefonsku podršku vršnjaka i interpersonalnu psihoterapiju. Podrška je posebno važan aspekt prevencije, budući da depresivne majke obično navode "nedostatak podrške" i "osjećaj izoliranosti" kao uzrok svoje depresije.
Kod rizičnih skupina preporučuje se psihološko savjetovanje. U 2018. 24% područja u Ujedinjenom Kraljevstvu nema pristup uslugama specijalista za perinatalno mentalno zdravlje.
Preventivno liječenje antidepresivima može se razmotriti za one koji su prethodno imali PPD. Međutim, od 2017. dokazi koji podupiru efikasnost takve upotrebe su slabi.

## Liječenje
Liječenje blage do umjerene postporođajne depresije uključuje psihološke intervencije ili farmakološke tretmane poput antidepresiva. Žene s umjerenom do teškom depresijom vjerojatno bi imale veću korist od kombinacije psiholoških i medicinskih intervencija. Utvrđeno je da je lagana aerobna vježba korisna za blage i umjerene slučajeve.

### Terapija
Individualne i socijalne intervencije jednako su učinkovite u liječenju PPD-a. Socijalne intervencije uključuju individualno savjetovanje i vršnjačku podršku, dok psihološke intervencije uključuju kognitivnu bihevioralnu terapiju (KBT) i interpersonalnu terapiju (IPT). Interpersonalna terapija (IPT) pokazala se učinkovitom u fokusiranju posebno na stvaranje i poboljšanje veze majke i djeteta. Pokazalo se da grupe podrške i grupne terapije usmjerene na psihoedukaciju o postporođajnoj depresiji povećavaju razumijevanje postporođajnih simptoma i često pomažu u pronalaženju daljnjih mogućnosti liječenja. Rezultati nedavnog sustavnog pregleda i meta-analize otkrili su da pružatelji nespecijaliziranih usluga, uključujući savjetnike laike, medicinske sestre, primalje i učitelje bez formalne obuke za intervencije savjetovanja, često pružaju učinkovite usluge populaciji s perinatalnom depresijom i anksioznošću.
Kognitivno bihevioralna terapija putem interneta pokazala je obećavajuće rezultate s postignutim nižim negativnim ocjenama roditeljskog ponašanja i nižim stopama anksioznosti, stresa i depresije. Takav vid terapije može biti od koristi za osobe koje imaju ograničenost u pristupu klasičnoj KBT terapiji. Međutim, dugoročne koristi nisu utvrđene.

### Lijekovi
U preglednom radu iz 2010. pronađeno je nekoliko studija lijekova za liječenje PPD-a s malim uzorcima i općenito slabim dokazima. Neki dokazi sugeriraju da će majke s PPD-om reagirati slično kao i osobe s velikim depresivnim poremećajem. Postoje nepouzdani dokazi koji upućuju na to da su selektivni inhibitori ponovne pohrane serotonina (SSRI) učinkovit tretman za postporođajnu depresiju. Najčešće korišten antidepresiv je sertralin, jer vrlo malo njega ulazi u majčino mlijeko i, kao rezultat, u dijete. Međutim, nedavna studija je otkrila da uzimanje sertralina uz korištenje psihoterapije ne donosi nikakvu veću korist. Stoga nije potpuno jasno koji su antidepresivi, ako ih ima, najučinkovitiji u liječenju i za koga bi antidepresivi bili bolja opcija od nefarmakoloških vidova liječenja.
Neke studije pokazuju da bi hormonska terapija mogla biti učinkovita kod žena s PPD-om, proizašla iz hipoteze da pad razine estrogena i progesterona nakon poroda doprinosi simptomima depresije. Međutim, postoje određene kontroverze kod ovog oblika liječenja jer se estrogen ne smije davati osobama koje imaju veći rizik od krvnih ugrušaka, što uključuje žene do 12 tjedana nakon poroda. Međutim, postoje neki dokazi da uporaba estradiolnih flastera može pomoći kod simptoma PPD-a.

## Povijest

### Prije 19. stoljeća
Razumijevanje postporođajne depresije u zapadnoj medicini i znanosti razvijalo se tijekom stoljeća. Ideje o raspoloženjima kod žena postojale su već dugo vremena, obično od strane muškaraca. 460. godine prije Krista Hipokrat je pisao o puerperalnoj groznici, uznemirenosti, deliriju i maniji koje su doživjele žene nakon rođenja djeteta. Hipokratove ideje još uvijek se pronalaze u današnjim pogledima na postporođajnu depresiju.
S 19. stoljećem dolazi novi stav o odnosu između ženskih psihičkih bolesti i trudnoće, porođaja ili menstruacije. Charlotte Perkins Gilman objavila je poznatu priču Žute tapete u tom razdoblju. U priči, neimenovana žena piše o svom životu kada je liječi njezin suprug liječnik, John, od histeričnih i depresivnih sklonosti nakon rođenja njihove bebe. Gilman je napisala priču kako bi protestirala protiv društvenog ugnjetavanja žena kao rezultat vlastitog iskustva pacijenta.
Tijekom 19. stoljeća ginekolozi su prihvatili ideju da su ženski reproduktivni organi i prirodni procesi tijekom razdoblja trudnoće odgovorni za "žensko ludilo". Otprilike 10 posto pacijenata u azilima tijekom ovog vremenskog razdoblja povezano je s tim. Tek početkom dvadesetog stoljeća stav znanstvene zajednice se ponovno promijenio: konsenzus među ginekolozima i drugim medicinskim stručnjacima bio je okrenuti se od ideje o bolesnim reproduktivnim organima i umjesto toga prema "znanstvenim teorijama" koje obuhvaćaju sve širu medicinsku perspektivu i pogled na mentalne bolesti.

## Društvo i kultura

### Pravno priznanje
Poslijeporođajna depresija je sve više prepoznata u društvu, no smatra se da se više sredstava u obliku politika, programa i zdravstvenih ciljeva mora usmjeriti na brigu o osobama s PPD-om.

### Uloga stigme
Kada se pojavi stigma o nekoj bolesti, osoba je njome označena i promatrana kao dio stereotipne skupine. Tri su glavna elementa stigmi, 1) problem znanja (neznanje ili dezinformacije), 2) problem stavova (predrasude), 3) problemi ponašanja (diskriminacija). Što se tiče PPD-a, bolest se često ne liječi jer žene navode osjećaj srama zbog traženja pomoći i zabrinute su zbog toga što će biti označene kao "loša majka" ako priznaju da osjećaju depresiju. Iako je postojao prethodni istraživački interes za stigmu povezanu s depresijom, samo nekoliko studija bavilo se stigmom PPD-a. Iako su otkrili neke dosljednosti s prethodnim studijama stigme o mentalnom zdravlju, na primjer, da su muškarci imali višu razinu osobne stigme od žena, većina rezultata PPD-a nije bila u skladu s drugim studijama mentalnog zdravlja. Pretpostavljalo se da bi faktor obrazovanja smanjio pojavnost stigme, ali u stvarnosti nije bilo značajnog utjecaja na nju. Ova studija bila je jaka polazna točka za daljnja istraživanja PPD-a, ali jasno ukazuje na to da je potrebno učiniti više kako bi se saznalo koje su najučinkovitije strategije protiv stigme posebno za PPD.

### Kulturna uvjerenja
Na postporođajnu depresiju mogu utjecati sociokulturni čimbenici. Postoje mnogi primjeri raznih kultura i društava koja imaju specifična uvjerenja o njoj. Malajska kultura vjeruje u Hantu Meroyan; duh koji boravi u posteljici i amnionskoj tekućini koji utječe na ženino raspoloženje, apetit, san i slično.
U nekim kulturama se vjeruje da se simptomi postporođajne depresije ili sličnih bolesti mogu izbjeći zaštitnim ritualima u razdoblju nakon rođenja. To može uključivati pružanje organizirane podrške, higijenske skrbi, prehrane, odmora, njege dojenčadi i instrukcija o dojenju. Pokazalo se da su rituali najučinkovitiji kada je takva podrška prihvaćena od strane majke.
Neke Kineskinje sudjeluju u ritualu u kojem provode prvih 30 dana nakon poroda odmarajući se u krevetu, dok se njihova majka ili svekrva brinu o kućanskim obavezama i brizi o djeci. Osim toga, novopečena majka ne smije se kupati ili tuširati, prati kosu, čistiti zube, izlaziti iz kuće, niti biti izložena vjetru.

### Mediji
Određeni slučajevi podigli su svijest o važnosti mentalnog zdravlja nakon poroda i privukli pozornost u medijima te doveli do dijaloga o načinima rješavanja i razumijevanja poslijeporođajnog mentalnog zdravlja. Andrea Yates, bivša medicinska sestra, zatrudnjela je prvi put 1993.  Nakon što je u narednim godinama rodila petero djece, patila je od teške depresije i imala je mnogo depresivnih epizoda. To je u njoj stvorilo uvjerenje da njezinu djecu treba spasiti, a da ih se može spasiti tako da ih se ubije. Utopila je svoju djecu u kadi jedno po jedno unutar sat vremena. Kada je pozvana na suđenje, izjavila je da je spasila svoju djecu, da im nije htjela nauditi te da će taj postupak pridonijeti porazu Sotone. 
Sud je utvrdio da je Yates imala mentalnih problema, a suđenje je potaklo rasprave u društvu o psihičkim bolestima u slučajevima ubojstva i treba li to ublažiti kaznu ili ne. Također je započeo dijalog o ženama koje se protive "majčinskom instinktu" nakon poroda i o samoj definiciji majčinskog instinkta. 
Yatesov slučaj dobio je široku medijsku pozornost i usmjerio pažnju na problem čedomorstva. Kroz povijest su i muškarci i žene činili ovaj čin, ali istraživanje čedomorstva od strane majke je opsežnije.